# Урманов, Николай Иванович
Николай Иванович Урманов — командир орудийного расчёта 76-мм пушки 218-го гвардейского стрелкового полка (77-я гвардейская стрелковая дивизия, 69-я армия, 1-й Белорусский фронт) гвардии сержант.

## Биография
Родился в крестьянской семье в селе Капустин Яр Астраханской губернии (в настоящее время в Ахтубинском районе Астраханской области). Окончил начальную школу, работал мотористом на плавзаводе Волго-Каспийского рыбтреста.
В августе 1942 года Володарским райвоенкоматом Астраханского округа Сталинградской области был призван в ряды Красной армии. С этого же времени на фронтах Великой Отечественной войны.
В наступательных боях 11—20 июля 1943 года наводчик Урманов действовал чётко и мужественно, метко поражал цели, подбил танк. Приказом по 218 гвардейскому стрелковому полку от 23 июля 1943 года был награждён медалью «За отвагу».
14 ноября 1943 года в бою уничтожил один станковый и один пулемёты. Приказом по полку от 20 ноября 1943 года он был награждён медалью «За боевые заслуги»
14 января 1944 года в бою за деревню Клинск участвовал в уничтожении пулемётной точки и подавлении двух батарей противника. Приказом от 15 мая 1944 года награждён медалью «За отвагу».
Наводчик 76-мм пушки гвардии рядовой Урманов 30 апреля 1944 года в бою в предместье посёлка Турийск (Волынская область) прямой наводкой уничтожил 3 пулемёта вместе с прислугой, подавил противотанковое орудие и 2 ротных миномёта противника. Вместе с другими артиллеристами отбил 3 контратаки противника, уничтожив при этом свыше 10 солдат и офицеров противника. Приказом по 218-й дивизии от 10 мая 1944 он был награждён орденом Славы 3-й степени.
8 июля 1944 года в бою за село Дольск командир орудия гвардии младший сержант Урманов с расчетом с открытой позиции отбил 5 контратак противника, истребив много солдат, подбил одно противотанковое орудие Приказом по войскам 69-1 армии от 5 августа 1944 он был награждён орденом Славы 2-й степени.
12 февраля 1945 года переправившись со своим расчётом на западный берег реки Одер севернее города Франкфурт-на-Одере командир орудия гвардии сержант Урманов на руках выкатил орудие на временную огневую позицию и открыл огонь по контратакующему противнику, вынудив того отступить. В этом бою расчётом было уничтожено 2 пулемётные точки, противотанковая пушка и 25 солдат и офицеров противника. Заняв более выгодную позицию, заметил группу солдат противника, просочившихся к позициям артиллеристов, со своим расчётом выдвинулся вперёд и автоматным огнём рассеял группу, уничтожив 27 солдат и офицеров противника. В дальнейшем противник предпринял контратаку, расчёт Урманова открыл ураганный огонь вынудив противника откатиться. При этом противник потерял убитыми около 65 солдат и офицеров.
Стремясь отбить плацдарм, противник открыл шлюз, чтобы затопить плацдарм и сбросить подразделения Красной армии в реку. Когда вода поднялась по грудь, Урманов с расчётом выкатил орудие на возвышенность и прямой наводкой огнём уничтожил около 50 солдат и офицеров противника. Указом Президиума Верховного Совета СССР от 31 мая 1945 года гвардии сержант Урманов был награждён орденом Славы 1-й степени.
16 апреля 1945 года севернее Франкфурта-на-Одере при прорыве обороны противника выкатил орудие на открытую огневую площадку и открыл огонь по заранее разведанным огневым точкам противника. Было уничтожено 4 пулемётных точки, 2 противотанковых орудия и до роты пехоты противника. При наступлении пехоты, Урманов с расчётом катили орудие на руках, поддерживая огнём наступление. При этом было истреблено до взвода пехоты противника и 2 пулемётных точки. Приказом по 91-му корпусу от 18 мая 1945 года он был награждён орденом Отечественной войны 2-й степени.
Гвардии старшина Урманов демобилизовался в марте 1947 года. Жил в городе Астрахань. Работал слесарем-наладчиком Астраханского консервного завода.
Скончался 20 июня 1982 года.

## Награды
- Орден Славы I степени (31.05.1945)
- Орден Славы II степени (05.08.1944)
- Орден Славы III степени (10.05.1944)
- Орден Отечественной войны II степени (18.05.1945)
- Медаль «За отвагу» (23.07.1943)
- Медаль «За отвагу» (15.05.1944)
- Медаль «За боевые заслуги» (20.11.1943)